# Andrea del Boca
Andrea del Boca (Buenos Aires, 18 de octubre de 1965) es una actriz, cantante, directora, presentadora y productora de televisión argentina. Es reconocida en su país como la reina de las telenovelas ya que desde temprana edad fue estrella excluyente de muchas producciones de este tipo en la televisión, las cuales por el éxito alcanzado fueron comercializadas también en el exterior. Su padre fue el director Nicolás del Boca quien ha dirigido gran parte de sus telenovelas. 
Del Boca debutó a la precoz edad de tres años, y en 1973 cuando tenía siete años, se produjo su salto a la fama cuando protagonizó la telenovela Papá corazón. A la par, también comenzó a incursionar en el cine y el teatro. Entre sus telenovelas más destacadas se encuentran Andrea Celeste, Los cien días de Ana, Estrellita mía, Celeste, Celeste siempre Celeste, Perla negra, Zíngara y, en años más recientes, Esa mujer.
Con amplia trayectoria profesional, ha sido galardonada en varias ocasiones por sus trabajos, incluyendo el Premio Martín Fierro honorífico.

## Actuación
A los ocho meses de edad, apareció por primera vez en televisión (como bebé «varoncito» ya que su madre le quitó los aros para actuar) en una telenovela con Milagros de la Vega. Con 3 años y medio, hizo su primera actuación en la televisión en la serie Nuestra galleguita, donde hizo el rol de una niña sordomuda. Su padrino artístico y de bautismo Alejandro Doria quien era un importante director, fue quien quiso a Andrea para ese papel. Al principio, el productor, director y padre de Andrea, Nicolás del Boca, no quería que su hija actuara, pero fue la madre quien lo convenció.
En 1972, debutó en cine en la película Había una vez un circo, dirigida por Enrique Carreras y protagonizada por Mercedes Carreras, Jorge Barreiro y la legendaria actriz Olinda Bozán, junto con la popular compañía de payasos españoles de la época Los Payasos de la Tele, compuesta por Gaby, Fofó y Miliki.
En 1973, fue contratada por la cadena peruana Panamericana Televisión, para grabar en Buenos Aires la telenovela Papá corazón, alcanzando gran popularidad. Allí apareció junto a Laura Bove y Norberto Suárez, y encarnó a Pinina, una niña huérfana. Por ese trabajo, recibió el Martín Fierro como revelación y también los primeros hondazos de la prensa ya que su personaje hablaba con la madre muerta, circunstancia que fue muy criticada por las asociaciones de psicólogos, quienes llamaron la atención sobre la propia Andrea, alegando "ser explotada por sus padres", "no vivir de acuerdo con su edad" y "hacer llorar a los niños".
Incursionó en el cine nuevamente con las películas Andrea (1973) junto a Ángel Magaña, Papá Corazón se quiere casar (1974), adaptación cinematográfica de la novela que la había hecho famosa, seguida de Un mundo de amor (1975), junto a Ubaldo Martínez, Miguel Ligero y Nelly Beltrán. Asimismo tuvo una pequeña participación en la película española El virgo de Visanteta (1979), donde interpretó a la protagonista de pequeña.
Como adolescente, su primera telenovela fue Andrea Celeste (1979), con Alberto Argibay, Ana María Picchio y Raúl Taibo, donde interpretó a una huérfana que busca a su madre. Fue un éxito que promedió los 30 puntos de ráting, con picos que rozaban los 40.[cita requerida] También hubo polémica ya que se acusaba a Andrea de repetir «frases adultas con gestos aniñados» y que la novela «engendra niños tristes». Ese mismo año filmó la película Días de ilusión estrenada en 1980, basada en el cuento Mamá de niebla de Poldy Bird.
En 1980, protagonizó Señorita Andrea de la escritora Alma Bressán en el canal ATC, junto a Raúl Taibo, considerado su primer galán televisivo y con quien también tuvo su primer beso en la pantalla antes que en la vida real.
En 1981, protagonizó los Especiales de ATC con títulos como Bernardette, escrito por Alberto Alejandro y dirigido por su padre Nicolás del Boca, basado en la vida de la santa francesa. 
También realizó Romeo y Julieta basado en la obra de teatro homónima de William Shakespeare, Anastasia en las sombras y La primera mentira, que supuso su primer trabajo con el actor y cantante Silvestre. El especial más recordado es Sanatorium, dónde trabajó junto a Juan José Camero, Ulises Dumont, Mónica Villa y María Ibarreta.
En 1982, se instala en Nueva York para estudiar actuación en el Instituto de Ann Strasberg (esposa de Lee, creador del Actor’s Studio).

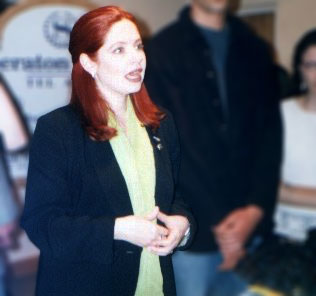
La actriz Andrea del Boca en una presentación en Israel.

En los años ochenta, Del Boca destacó por sus relaciones sentimentales tanto como por su carrera actoral. En 1982 protagonizó una de las historias de amor más recordadas tanto dentro como fuera del set, la telenovela Los cien días de Ana, con Silvestre, también rodeada de polémica ya que el actor se encontraba casado y su esposa, embarazada. Ya a fines de los ochenta protagonizaría otra de sus historias de amor más conocidas con Raúl de la Torre, guionista y director de cine argentino que la dirigiría en las películas, Funes, un gran amor y Peperina, ambas estrenadas en los años noventa.
En 1987 protagonizó junto a Ricardo Darín, la telenovela Estrellita mía para Canal 11, actualmente TELEFE donde Andrea interpretaba a la campesina Estrellita, quien decide viajar a Buenos Aires con su madre que estaba muy enferma, luego que su madre muere,Estrellita termina trabajando de sirvienta en la mansión de Juanjo (Ricardo Darín), el yerno de su madrastra, un hombre deprimido por estar casado con una mujer inválida.
En 1989, bajo la dirección de Alejandro Doria protagoniza Cien veces no debo compartiendo cartel con Norma Aleandro, Luis Brandoni y Federico Luppi, donde interpretó a una adolescente embarazada. La película se estrenó en 1990.
La familia Del Boca se caracterizó por su trabajo en equipo, en torno a la figura de Andrea, de esta manera realizaban un trabajo conjunto en muchas de sus producciones donde su padre Nicolás era el director, su hermana Anabella la vestuarista, su tía Sara Castro la asistente de vestuario, su cuñado Enrique Torres el autor y su madre Ana María su asistente personal. En esta época se decía que Andrea explotaba a su familia.
En 1990, protagoniza dos especiales para televisión de Corín Tellado: Un retazo de vida y Quiero gritar que te amo, el que marca su primer trabajo con Gustavo Bermúdez.
En 1991, protagonizó Celeste, telenovela de gran éxito junto a Gustavo Bermúdez tocando un tema sensible hasta ese entonces como lo era el VIH/sida y la Homosexualidad.
En 1992, filma bajo la dirección de Raúl de la Torre Funes, un gran amor, estrenada en 1993, donde realiza el personaje de una prostituta alcohólica y lesbiana de un cabaret de los años 1930. Comparte cartel con Moria Casán, Nacha Guevara, Graciela Borges, Susana Rinaldi y Gian María Volonté. El mismo año Antonella, telenovela que revoluciona el género, creando una heroína «diferente a las que he interpretado hasta ahora, Antonella es una loca linda».
En 1993, retoma su papel de Celeste Ferrero en Celeste siempre Celeste, están de nuevo Gustavo Bermúdez y Dora Baret entre otros nuevos como Lydia Lamaison, Norberto Díaz y Jorge D'Elía. La novedad de esta telenovela es el personaje de Clara, hermana gemela de Celeste, interpretado también por Andrea «Celeste es cálida, orgullosa de sus raíces, no tranza con el poder, Clara es resentida, perversa, egoísta... un desafío actoral».
Si bien en sus comienzos fue una niña prodigio y por ello comparada con las precoces actrices estadounidenses Shirley Temple y Brooke Shields, fueron las telenovelas las que hicieron a Andrea tan famosa por todo el mundo logrando éxitos igualables a los de Argentina en países como Israel, Italia, Estados Unidos, España, Rusia, Rumania y muchos otros.
En 1994, se pone nuevamente bajo las órdenes de Raúl de la Torre para filmar Peperina, estrenada en 1995, una fábula rock basada en un tema del mítico conjunto Serú Girán. Las críticas destruyen el filme pero Andrea lo defiende «Es una fábula llena de símbolos, hay que saber mirarla».
En diciembre de 1994, se estrenó Perla negra con Andrea y Gabriel Corrado como pareja protagónica, acompañados por María Rosa Gallo y Millie Stegman, cuya transmisión se extendería hasta 1995 por Telefe. Luego de este éxito Andrea protagonizó también con Corrado la telenovela Zíngara transmitida durante 1996 por Telefe, una historia que trataba de una joven que sufre un intento de asesinato y pierde la memoria, siendo luego criada como gitana. Aquí la acompañaron Juan Palomino y Facundo Arana. Esta telenovela y la siguiente Mía, solo Mía (1997), protagonizada por Del Boca, Juan Leyrado y Pablo Echarri, ya no significaron un gran éxito en la carrera de la joven y ex niña prodigio. Por esa razón, la actriz se alejó de la televisión por un tiempo.
En 1998, se radicó nuevamente en Nueva York para estudiar «Dirección y producción de cine y televisión» en la School of Continuing Education de la Universidad de Nueva York.
Además, enfrentó luego rumores de una grave enfermedad que ella misma se encargó de desmentir en su primera aparición pública después de meses de silencio: «¿Ustedes me ven mal?», «Mi única enfermedad es la soledad».
Ese mismo año monta junto a su hermana Anabella un instituto de belleza llamado Metamorphosis. Andrea hace una participación especial en algunos capítulos de Chiquititas.
En 2000, junto a Adrián Suar, volvió al cine en la comedia Apariencias, del director Alberto Lecchi. Luego volvió a las telenovelas pero bajo el género de la comedia en El sodero de mi vida transmitida entre 2001 y 2002 por Canal 13, en la que hacía de sexóloga y su pareja era nada menos que Dady Brieva, un sodero mujeriego del que Andrea dijo: «No es el típico langa de ojitos celestes, es el tierno que toda mujer querría encontrar».
En 2005, APTRA le hace un reconocimiento con un premio Martín Fierro por sus 36 años de trayectoria y llega a la pantalla de Canal 9 para interpretar junto al actor Juan Palomino la telenovela Sálvame María, grabada íntegramente en la Provincia de San Luis.

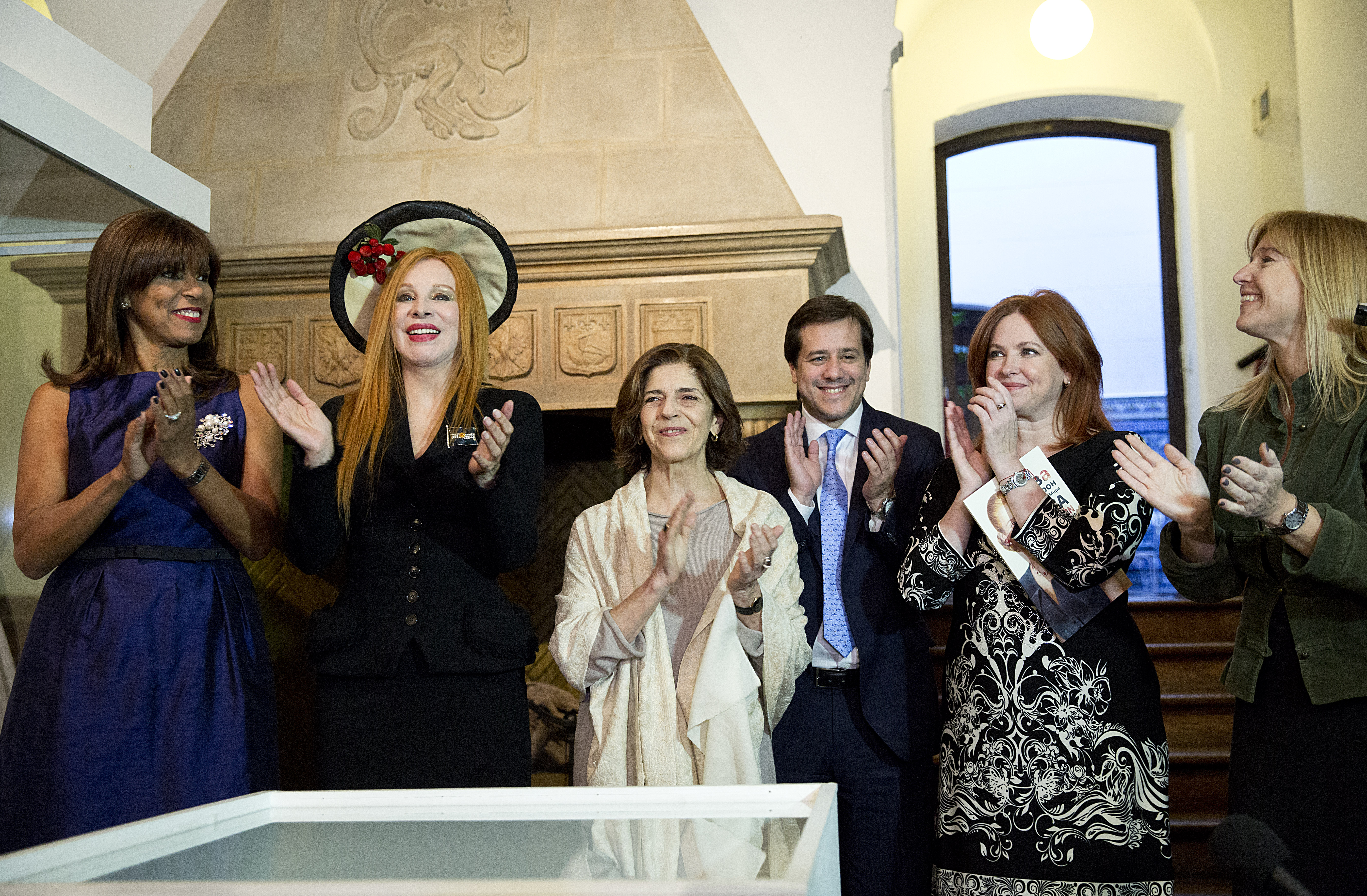
Evento del 96.º aniversario del nacimiento de Eva Perón. Encabezaron el encuentro Teresa Parodi (ministra de Cultura de la Nación), Mariano Recalde (presidente de Aerolíneas Argentinas), Cristina Álvarez Rodríguez (presidenta del Instituto Nacional de Investigaciones Históricas) y las actrices Anamá Ferreira, Nacha Guevara, Cristina Banegas y Andrea del Boca.

Quizás uno de los fracasos más notorios de su carrera fue la telecomedia Gladiadores de Pompeya, que protagonizó durante el 2006 junto a Gabriel Goity, teniendo en cuenta que Canal 9 es el cuarto canal de Buenos Aires en audiencias. La tira duró 24 capítulos.
En 2007, Del Boca hizo uno de los papeles más jugados de su carrera, en el galardonado unitario Mujeres asesinas, emitido por Canal 13. En el episodio «Sonia, desalmada» interpretó a una mujer perturbada que termina cometiendo un crimen.
En el transcurso de 2007 participó como jurado en el reality show High School Musical: la selección que buscaba a los protagonistas de la versión local de la película estadounidense High School Musical de 2006. La versión local se estrenó en 2008 bajo el título High School Musical: El desafío donde Andrea tuvo un pequeño papel como la profesora de artes de la escuela.
En enero de 2008, regresó a la televisión conduciendo La mamá del año, un programa de servicios y entretenimientos dedicado a las madres, que se emitió por Canal 13 en el primer semestre del año. En octubre del mismo año Andrea del Boca volvió a conducir un programa en la misma pantalla, llamado Hoy puede ser, un ciclo donde se sorprendía a la gente, y cuyo latiguillo era «¡Alguien pensó en vos!» expresado por la misma Andrea.
En febrero de 2010, Andrea volvió a protagonizar una novela en el prime-time de Canal 13, junto a Osvaldo Laport llamada Alguien que me quiera donde también compartió cartel con Susú Pecoraro, Miguel Ángel Rodríguez, María Leal, Luisana Lopilato y Viviana Saccone entre otros. Por no tener el ráting esperado la novela fue mudada al horario de las 19:00 y algunos actores se fueron del programa, así como hubo cambios en la trama dándole más protagonismo a problemas sociales como la delincuencia, la drogadicción y el narcotráfico.
En septiembre de 2011, trabajó como productora en el unitario Tiempo de pensar con su empresa A + A, que se vio por TV Pública. Andrea además fue protagonista junto a un elenco rotativo. Tiempo de pensar propone una crítica a la violencia de género, cuestionando estereotipos de la mujer instalados en los medios de comunicación. Con una mezcla de drama, comedia romántica, grotesco y humor, cada episodio aborda un conflicto socio emocional que atraviesa la vida de una mujer, ante situaciones que entrecruzan sentimientos opuestos.
En 2013, cerró un contrato con el Estado argentino para producir y protagonizar la telenovela Esa mujer, junto al actor Segundo Cernadas y un gran elenco, trasnmitida hasta 2014 por la TV Pública.
En 2021 volvió a la actuación, además de debutar como directora, en Perla negra 2.0, remake de la telenovela original que protagonizó entre 1994-1995. En esta ocasión, Del Boca hace de Rosalía, la villana que en la original encarnó María Rosa Gallo, y es su hija Anna del Boca quien hace de Perla, la protagonista. El guion está a cargo del cuñado de Andrea del Boca y guionista de la telenovela original, Enrique Óscar Torres, mientras que su hermana, Anabella del Boca, se hizo cargo de la dirección de arte y la producción. La telenovela está reversionada en formato serie web, a través del canal SOAPY series de YouTube, con 20 capítulos en total, divididos en dos temporadas, y una duración de 10'/ 15' cada uno. La telenovela se estrenó en junio de 2021.

## Música
Además de ser actriz, Andrea también desarrolló una carrera como cantante. De niña editó tres simples y un disco, de adolescente grabó tres dúos con el cantante Silvestre y de adulta lanzó tres discos al mercado. En 1987, realizó una gira como cantante por Italia.
También interpretó los temas musicales de la mayoría de sus telenovelas, destacándose «Necesito creer otra vez», de Estrellita mía, «Celeste», de Celeste, «Para este amor», de Antonella, «Necesito tu nombre» de Celeste siempre Celeste, «El amor» de Perla negra, «Tonta, pobre tonta» de Zíngara, «Mía, solo mía», de Mía, solo mía y «El amor es así» de Esa mujer.

## Vida personal
Es la hija menor del director y productor Nicolás del Boca y de la actriz y bailarina Ana María Castro. Sus hermanos mayores son Adrián, quien es médico y está radicado en Estados Unidos, y Anabella, directora, productora artística y vestuarista. Su cuñado es el guionista y productor de televisión Enrique Óscar Torres.
En 2000 tuvo a su única hija, Anna del Boca, quien es actriz, con el empresario Ricardo Biasotti, su pareja de entonces.

## Filmografía

### Telenovelas
| Año       | Telenovela                             | Personaje                                              |
| --------- | -------------------------------------- | ------------------------------------------------------ |
| 1968      | Jacinta Pichimahuida, mi maestra       |                                                        |
| 1969      | Nuestra galleguita                     | Rosita                                                 |
| 1970      | Los parientes de la galleguita         | Rosita                                                 |
| 1973      | Papá corazón                           | Angélica de María "Pinina"                             |
| 1975      | Un angel llamado Andrea                | Andrea                                                 |
| 1975      | Alma rebelde                           | Ángela Hernández                                       |
| 1976      | Un angel llamado Andrea, segunda parte | Andrea                                                 |
| 1977      | Viridiana                              | Viridiana Bustamante Sáinz (niña)                      |
| 1979-1980 | Andrea Celeste                         | Andrea Celeste Gonzalo Vertis                          |
| 1980      | Señorita Andrea                        | Andrea Soledad                                         |
| 1982      | Los cien días de Ana                   | Ana                                                    |
| 1983      | Mamá por horas                         | Patricia "Pato"                                        |
| 1984      | Las escolares                          | Mariana González                                       |
| 1985      | Capricho                               | Sofía Aranda Bracho / Adriana Bracho                   |
| 1986      | Un mundo de muñecas                    | Mónica Falcón                                          |
| 1986      | Agujetas de color de rosa              | Vanesa Armendaríz Morán                                |
| 1987      | Estrellita mía                         | Estrellita Mendoza                                     |
| 1991      | Celeste                                | Celeste Ferrero Berardi de Rosetti                     |
| 1992      | Antonella                              | Antonella de Cornejo Mejía                             |
| 1993      | Celeste siempre Celeste                | Celeste Ferrero Berardi de Rosetti / Clara Pizzamiglio |
| 1994-1995 | Perla negra                            | Perla Montefiori Márquez / Perla Álvarez Toledo        |
| 1996      | Zíngara                                | Civinka Stevanovich / Paloma Pérez Campana             |
| 1997      | Mía Solo Mía                           | Mía Contreras / Mía Paula Benavides                    |
| 1998      | Chiquititas                            | Paula                                                  |
| 2001-2002 | El sodero de mi vida                   | Sofía Campos                                           |
| 2005      | Sálvame María                          | María                                                  |
| 2006      | Gladiadores de Pompeya                 | Pompeya D´Angelo                                       |
| 2008-2009 | Por amor a vos                         | Dalía Guzman                                           |
| 2010      | Alguien que me quiera                  | Rocío Mosconi / Ana Insúa                              |
| 2013-2014 | Esa mujer                              | Nicolasa Morales                                       |

### Series y unitarios
| Año  | Título                    | Personaje                  | Notas                                                     |
| ---- | ------------------------- | -------------------------- | --------------------------------------------------------- |
| 1970 | Alta comedia              | Aurora                     | Episodio: «El lobo»                                       |
| 1970 | Alta comedia              | Hija                       | Episodio «La de los ojos color»                           |
| 1970 | Alta comedia              | María                      | «Historias de Papá y Mamá: La familia hoy duerme en casa» |
| 1970 | Alta comedia              | Niña corista               | «Alta comedia: Todo el año es Navidad»                    |
| 1971 | Recordando a mamá         | Hija                       | Participación especial                                    |
| 1971 | Alta comedia              | Victoria "Vicky" (niña)    | Episodio: «De carne somos»                                |
| 1972 | Aquí hay gato encerrado   | Susu                       | Recurrente                                                |
| 1973 | Jugar a morir             | Cristina                   | Recurrente                                                |
| 1973 | Papá Noel no estaba sordo | Angela                     | Especial navideño                                         |
| 1974 | Pinina quiere a papa      | Angélica de María "Pinina" | Continuación de Papá corazón                              |
| 1977 | 300 millones              | Catalina                   | Recurrente                                                |
| 1977 | El circo de TVE           | Andrea                     | Participación especial                                    |
| 1978 | Gente de hoy              | Andrea Mariquez            | Protagonista                                              |
| 1981 | Los especiales de ATC     | Julieta                    | Especial: "Romeo y Julieta"                               |
| 1981 | Los especiales de ATC     | Ana                        | Especial: "La primera mentira"                            |
| 1981 | Los especiales de ATC     | Sofía                      | Especial: "Bernadette"                                    |
| 1981 | Los especiales de ATC     | Elisa                      | Especial: "Hay que educar a papá"                         |
| 1981 | Los especiales de ATC     | Angelica                   | Especial: "Abuso de confianza"                            |
| 1981 | Los especiales de ATC     | Vera                       | Especial: "Una vida por otra"                             |
| 1981 | Los especiales de ATC     | Anastasia                  | Especial: "Anastasia en las sombras"                      |
| 1981 | Los especiales de ATC     | Lucía                      | Especial: "Sanatorium"                                    |
| 1981 | Los especiales de ATC     | Andrea                     | Especial: "Una cuestión de familia"                       |
| 1981 | Los especiales de ATC     | Ofelia                     | Especial: "Ofelia y sus muñecos"                          |
| 1981 | Los especiales de ATC     | Ana                        | Especial: "Los días de Ana"                               |
| 1990 | Especial Corín Tellado    | Charo                      | Especial: "Quiero gritar que te amo"                      |
| 1990 | Especial Corín Tellado    | Sandra                     | Especial: "Un retazo de vida"                             |
| 1997 | Archivo Negro 2           | Jueza                      | Participación especial                                    |
| 2007 | Mujeres asesinas 3        | Sonia de Quevedo           | Episodio 5: "Sonia, desalmada"                            |
| 2010 | 25 miradas, 200 minutos   | Andrea                     | Participación especial                                    |
| 2011 | Tiempo de pensar          | Varios personajes          | Varios episodios                                          |

### Programas
| Año       | Programa                          | Rol          | Notas                      |
| --------- | --------------------------------- | ------------ | -------------------------- |
| 1996      | Premios Martín Fierro             | Presentadora | Ceremonia de premios anual |
| 2007      | High School Musical: la selección | Jurado       |                            |
| 2008      | La mamá del año                   | Presentadora |                            |
| 2008-2009 | Hoy puede ser                     | Presentadora |                            |
| 2024      | Bake Off Famosos Argentina        | Participante | 6.ª eliminada              |

### Documentales
| Año  | Título                     | Rol        |
| ---- | -------------------------- | ---------- |
| 2008 | Boca, una historia de amor | Ella misma |

### Series web
| Año  | Título          | Rol                |
| ---- | --------------- | ------------------ |
| 2021 | Perla Negra 2.0 | Rosalía Montemayor |

### Producciones
| Año  | Título           | Rol                  |
| ---- | ---------------- | -------------------- |
| 2011 | Tiempo de pensar | Productora ejecutiva |
| 2021 | Perla Negra 2.0  | Productora           |

### Cine
| Año  | Título                          | Personaje                  |
| ---- | ------------------------------- | -------------------------- |
| 1972 | Había una vez un circo          | Andrea                     |
| 1973 | Andrea                          | Andrea                     |
| 1974 | Papá Corazón se quiere casar    | Angélica «Pinina» de María |
| 1975 | Un mundo de amor                | Marcela                    |
| 1979 | El virgo de Visanteta           | Visanteta (niña)           |
| 1980 | Días de ilusión                 | Jimena                     |
| 1990 | Cien veces no debo              | Lydia Beatriz Siri         |
| 1993 | Funes, un gran amor             | Beatriz Nuñez              |
| 1995 | Peperina                        | Patricia «Peperina» Perea  |
| 2000 | Apariencias                     | Verónica Ortiz             |
| 2008 | High School Musical: El desafío | Profesora D’arts           |
| 2010 | Un buen día                     | Rosalía                    |

| Año  | Título   | Personaje |
| ---- | -------- | --------- |
| 2010 | Mercedes | Rosario   |

## Teatro
- 1980: Andrea Celeste, con Alberto Argibay, Liliana Benard, Cristina Alberó. En Mar Del Plata.
- 1982: Cordero de Dios (Agnes), con Analía Gadé y Nelly Prono. Teatro Alfil, calle Corrientes.
- 1983: Que la inocencia te valga con Silvestre, Guillermo Bredeston, Nora Cárpena, Diario Vittori, Emilio Disi, Dorys del Valle, Linda Péretz, Juan C. Mogilia, Norberto Suárez. De Abel Santa Cruz. Teatro Hermitage, Mar Del Plata.
- 1983: Las mariposas son libres, con Silvestre, en Puerto Rico.
- 1984: Esta noche mejor no, con Silvestre, Juan Carlos Thorry. De Abel Santa Cruz. Teatro Del Sol, Villa Carlos Paz.
- 2011: Eva y Victoria (Eva Perón); con Graciela Dufau y Charo Moreno. De Mónica Ottino. Dirigida por: Hugo Urquijo. Se estrenó el 9 de julio en Tucumán y luego realizó una gira nacional.
- 2019: Brujas con: Viviana Saccone, Andrea Bonelli, Leonora Balcarce, Romina Ricci. Dirigida por: Luis Agustoni.

## Discografía

### Simples
- 1972: Andrea del Boca-Iris Láinez: El milagro de ser mamá / Para que duerma mi niña; editado por MusicHall (31.905) Los temas son de Coco Ávila / Vico Berti y de Coco Ávila / J. Zeller. Dirección orquestal y arreglos: A. Núñez Palacios.
- 1979: Mamá quiero decirte gracias; editado por Phonogram/Philips (2621). El tema es de José Perla y A. Vezzani, con orquesta dirigida por José Perla. El lado B. es «En el camino de la vida» (Sur le chemin de la vie) de C. Verdier y S. Makno con la orquesta Studio 3. Es otra versión del tema instrumental de Andrea Celeste.
- 1979: Feliz Noche Buena, feliz Navidad; editado por Phonogram/Philips (2625). El tema es de A. Vezzani. El lado B es «Felicidad es la mejor palabra», de A. Vezzani y Armando Patrono. Ambos temas con orquesta dirigida por Armando Patrono.

### Álbumes
- 1980: El mundo de Andrea del Boca; editado en LP (5268) y casete (9651) por Phonogram/Philips.

1. Los niños del mundo (A.Roggero/L.Posse)
2. Felicidad es la mejor palabra (Alejandro Vezzani / Armando Patrono)
3. En el camino de la vida (Sur le chemin de la vie)(C.Verdier/S.Makno)
4. Pepe el músico (J.Perla/Oliver)
5. Mamá, quiero decirte gracias (A.Vezzani/J.Perla)
6. Qué duende tendrá mi corazón (A.Vezzani/A.Roggero)
7. Tengo edad para soñar (A.Vezzani)
8. Un color celeste (A.Vezzani)
9. Feliz Nochebuena, feliz Navidad, felicidades (Alejandro Vezzani)
10. Hoy también está lloviendo (J.Perla/Oliver).

- 1982: Silvestre; dúo en los temas de Los cien días de Ana; editado en LP (50-14.654-8) y casete (804.767-2) por MusicHall. Arreglos y dirección: Aquiles Rogero y Rubén Aguilera.

1. Perdóname, quisiera ser mejor
2. Qué maravilla fue sentirte.

- 1984: Silvestre - Estoy solo; Dúo en el tema Amándonos... Sintiéndonos; editado en LP (50-14.727-1) y casete (114.727-2) por MusicHall. Arreglos y dirección: Aquiles Rogero y Rubén Aguilera.

- 1988: Con amor; editado en LP (88082) y casete (98082) por WEA. Dirección artística: Enrique Torres, A. Valiente y M. Naón. Realizador: Enrique Torres.

1. Vacía contigo, vacía sin ti (Enrique Torres / Valiente)
2. Cuantas veces he pensado en ti (Enrique Torres / Valiente)
3. Hoy vamos a vivir un sueño (Enrique Torres / Valiente)
4. Extraño (G. Scotti / A. Musso - versión: Enrique Torres / Valiente)
5. Necesito creer otra vez* (Enrique Torres / Valiente / Andrea del Boca)
6. Ya falta poco tiempo (La ducha) (Alejandro / Enrique Torres / Valiente)
7. Tonto, no te pedí el universo (Enrique Torres / Valiente)
8. A-mé-ri-ca (Leonard Bernstein / Stephen Sondheim)
9. Te recuerdo (Tanti auguri) (Gianni Bella - versión: Enrique Torres / Valiente)
10. Yo te quiero, nos queremos (Juan Marcelo)

(*) Tema de la telenovela Estrellita mía..
- 1989: Te amo; editado en LP (88117) y casete (98117) por WEA y en CD (56961-2) (sólo en Estados Unidos) por WEA Latina. Arreglos y dirección: Enrique Londaits. Realización: Enrique Londaits y Enrique Torres (con una ayuda de C. R.).

1. Que la noche comience (Bailaré, bailarás) (Enrique Torres / Valiente)
2. Canción para gritar «te amo» (Enrique Torres / Enrique Londaits)
3. Haré de cuenta (Enrique Torres / Enrique Londaits)
4. No vuelvas, yo te quiero (Enrique Torres / Valiente)
5. Lo que las mujeres no decimos (Quello que le donne non dícono) (Schiavone / Ruggiere - versión: Enrique Torres / Andrea del Boca)
6. Fantasma (Enrique Torres / G. León)
7. Después de la señal (Enrique Torres / Polo García Ramírez)
8. Un cero en amor (Ricardo Banjay)
9. Para este amor* (Enrique Torres / Valiente)
10. Más que sola (Enrique Torres / Valiente)

(*) Tema de la telenovela Antonella.
- 1994: El amor; editado en CD (526015-2), casete (67670) y LP (30398, sólo en Ecuador) por PolyGram. Producido por Roberto Livi.

1. El amor* (Roberto Livi / Rafael Ferro)
2. Burbujas (Roberto Livi / Rafael Ferro)
3. Ganas de ti (Ann Moustroug)
4. Que será de mí (Roberto Livi / Rafael Ferro)
5. No me importa nada (P. Varona / G. Varona / M. Rodríguez)
6. Tonta, pobre tonta** (Roberto Livi / Teddy Jaunen)
7. Siempre libre (Roberto Livi / Rafael Ferro)
8. Y ahora qué (Roberto Livi / Bebu Silvetti)
9. Lluvia de amor (Roberto Livi / Harold Steinhauer)
10. Dame un besito (Roberto Livi / Ed Wilson)

(*) Tema de la telenovela Perla negra.
(**) Tema de la telenovela Zíngara.
- Tiene además temas inéditos como Dos en un corazón (de Ricardo Montero) de la telenovela Papá Corazón a dúo con el actor Norberto Suárez (1972), Te Amo (de Enrique Torres, Polo García Ramírez y Andrea del Boca) de la telenovela Celeste (1991), Necesito tu nombre (de Enrique Torres, C. Nilson y Andrea del Boca) de la telenovela Celeste, siempre Celeste (1993), Mía, sólo Mía (de Alejandro Lerner) de la telenovela homónima (1997), Mía, sólo Mía versión en hebreo (1999), ¡Hey Pompeya! (de Palito Ortega) de la telenovela Gladiadores de Pompeya (2006) y "El Amor Es Así" a dúo con Gigi D'Alessio de la telenovela "Esa Mujer" (2013).

- Ha aparecido en la tapa del disco Lo mejor de sus telenovelas preferidas (1980) (editado en LP -ATC-L 05- y casete -ATC-C 05) aunque Andrea del Boca no canta, contiene los temas instrumentales de la telenovela Señorita Andrea, interpretados por Mari Cruz Soriano: «A mis pocos años» y «Canción para mi tristeza».
- También aparece en la tapa de la Banda de Sonido de la película «Apariencias» (2000), editado por DBN en CD (51709).
- Aparece en la tapa del compilado "Superestrellas vol 1" (1983) con el tema "Perdóname, Quisiera Ser Mejor" editado en LP (4530) y casete (9730) por PolyStar y también en el compilado "Toda La Música" (1988) con el tema "Necesito Creer Otra Vez" editado en casete (98108) por WEA.

- El tema de Estrellita mía, Necesito creer otra vez, incluido en el disco Con amor, es una versión distinta de la que sonaba en la presentación de la novela.
- El tema «Canción para gritar “te amo”» del disco Te amo suena en el especial de Corín Tellado de 1990 Quiero gritar que te amo.
- El tema «Para este amor» del disco Te amo sería utilizado en 1992 como cortina de la telenovela Antonella.
- En 1990 Andrea participa en los World Music Awards en Montecarlo presentando y luego entregando el premio Best selling Latin American artist a Luis Miguel.[14]

## Premios

### Premio Martín Fierro
| Año  | Categoría                            | Programa                       | Resultado |
| ---- | ------------------------------------ | ------------------------------ | --------- |
| 1971 | Revelación                           | Alta comedia/Recordando a mamá | Ganadora  |
| 2002 | Mejor Actriz Protagonista de Comedia | El sodero de mi vida           | Ganadora  |
| 2005 | Martín Fierro a la Trayectoria       | Martín Fierro a la Trayectoria | Ganadora  |

### Otros premios
- 1974: Reconocimiento XXI Festival de Cine de San Sebastián
- 1976: Balboa, entregado por la presidencia de Panamá.
- 1989: Reconocimiento de la Asociación de Cronistas del Espectáculo de Nueva York.
- 1993: Premio Facundo a la mejor telenovela (por Celeste, siempre Celeste), por votación popular.
- 1995: Reconocimiento «Los ganadores no usan drogas» de Fundación Manantial.
- 1996: Premio MIDIA a la mejor actriz iberoamericana.
- 2000: Nominada al premio Viva 2000 a la mejor actriz
- 2002: Nominada al premio INTE 2002.
- 2012: Nominada al Martín Fierro 2011.
- 2014: Nominada al Martín Fierro 2013.